# Audrey Sauret
Audrey Sauret, coniugata Gillespie (Charleville-Mézières, 31 ottobre 1976), è un'ex cestista e dirigente sportiva francese.
Alta 178 cm per 74 kg, giocava come ala.

## Carriera
Con la Francia ha disputato i Giochi olimpici di Sydney 2000, due edizioni dei Campionati mondiali (2002, 2006) e sei dei Campionati europei (1995, 1999, 2001, 2003, 2005, 2007).